# Włosty-Olszanka
Włosty-Olszanka [pronunciación en polaco: /ˈvwɔstɨ ɔlˈʂaŋka/] es un pueblo en el distrito administrativo de Gmina Szepietowo, dentro del condado de Wysokie Mazowieckie, Voivodato de Podlaquia, en el noreste de Polonia. Se encuentra a unos 3 kilómetros al noroeste de Szepietowo, 4 kilómetros al sur de Wysokie Mazowieckie, y 51 kilómetros al suroeste de la capital regional Białystok.
El pueblo tiene una población de 140 habitantes.